# Катастар водова
Катастарски план водова јесте дводимензионални приказ водова у равни државне пројекције.
Водови за које се у складу са Законом о државном премеру и катастру ("Службени гласник РС", бр. 72/09 и 18/10) врши премер, оснивање и одржавање катастра водова, јесу надземни и подземни водови (линијски водови) са припадајућим уређајима и постројењима за водоводну, канализациону и дренажну, топловодну, електроенергетску, телекомуникациону, нафтоводну и гасоводну мрежу, укључујући и заједничке објекте водова.
Припадајући уређаји и постројења су уређаји, односно постројења који су изграђени на водовима и омогућавају функционисање и коришћење водова.
Заједнички објекти су објекти у којима се налази више врста водова.
Геопросторни и други подаци о водовима, подаци о стварним правима на њима, имаоцима стварних права и забележбама на водовима воде се у бази података катастра водова као подсистем геодетско-катастарског информационог система Републичког геодетског завода
Премер и оснивање катастра водова врши се на основу главног пројекта, у складу са Законом. Главни пројекат премера водова израђује се за једну или више врста водова за подручје дефинисано пројектним задатком. Главни пројекат оснивања катастра водова израђује се за територију општине, односно града.
Откривање подземних водова врши се:
- трагачем,
- откопавањем или
- комбиновано трагачем и откопавањем.

За проналажење постојећих подземних водова могу се користити припадајући видљиви надземни уређаји и постројења.

## Мерење водова
У поступку премера водова мере се трасе линијских водова и припадајући уређаји и постројења, и то за:
- водоводну мрежу
- канализациону и дренажну мрежу
- топловодну мрежу
- електроенергетску мрежу
- телекомуникациону мрежу
- нафтоводну мрежу
- гасоводну мрежу

У поступку премера водова мере се и заједнички објекти водова: комунални колектори, тунели, коморе, окна, галерије и други објекти за смештај више врста водова.
Стандардна девијација положаја детаљних тачака код премера водова мора бити мања од следећих граничних вредности (прописана тачност), и то за:
1) хоризонтални положај:
(1) ≤ 10 цм у грађевинским подручјима;
(2) ≤ 20 цм у ванграђевинским подручјима.
2) вертикални положај:
(1) ≤ 5 цм за канализациону мрежу;
(2) ≤ 10 цм за све остале мреже водова.
Контрола постигнуте тачности хоризонталног и вертикалног положаја детаљних тачака непокретности врши се преко контролних тачака које се бирају на сваких 20 равномерно распоређених детаљних тачака, односно тачака које се могу једнозначно идентификовати на терену.
Разлике координата контролних тачака добијених у поступку мерења водова и добијених контролним мерењем не смеју бити веће од двоструке вредности стандардне девијације.
Контролне координате се одређују независним мерењем коришћењем мреже перманентних станица Републике Србије - АГРОС или референтне мреже Републике Србије - СРЕФ.
Скице мерења водова формирају се на основу постојећег катастарског плана, катастарског плана водова или ортофотоа.
Када се сви водови који су предмет мерења не могу уцртати јасно и прегледно, израђују се скице за сваки вод појединачно.
Поједине деонице (раскрснице, укрштање више врста водова и сл.) које се због густине водова не могу приказати на скици мерења водова, приказују се у крупнијој размери на допунској скици водова.

## Историја
1974. године донет је за територију Републике Србије, без аутономних покрајина, Закон о катастру водова и подземних објеката. Овим законом послови израде и одржавања катастра водова проглашени су пословима од општег интереса за Републику Србију. За подручје Аутономне Покрајине Војводине Закон о катастру водова и подземних објеката донет је 1977. године.
Први Правилник о катастру водова и подземних објеката донет је 1976. године. Доношењем овог правилника у Србији практично почиње систематско и методолошки јединствено прикупљање података о подземним и надземним водовима и изради катастра водова и подземних објеката.
Изменама Закона о премеру и катастру и уписима права на непокретностима из 1989. године, уводе се одредбе које се односе на израду и одржавање катастра водова, чиме престаје да важи Закон о катастру водова и подземних објеката из 1974. године. Овим изменама је уређена област катастра водова заједно са катастром непокретности. Правилник о катастру водова донет је 1999. године.
Од 1992. године Републички геодетски завод, преузимањем покрајинских, градских и општинских геодетских управа, преузима и надлежност за израду и одржавање катастра водова. Од 1996. године, после стечених искустава на изради дигиталних катастарских планова, у Републичком геодетском заводу започиње и поступак превођења аналогних планова катастра водова у дигитални облик. први дигитални планови катастра водова урађени су у Београду, Новом Саду и Крагујевцу.
Доношењем Закона о државном премеру и катастру 2009. године катастар водова је дефинисан као основни регистар о водовима и стварним правима на њима. Дакле, први пут се омогућава, поред приказа положаја водова у простору и података о њиховим основним карактеристикама, и упис права својине и других стварних права на водовима. На основу нових законских одредби, 2010. године донет је и нови Правилник о премеру и катастру водова, који, између осталог, прописује и изглед листа водова, као јавне исправе која садржи податке о водовима и стварним правима на њима.
За реализацију послова на оснивању и одржавању катастра водова, 2011. године је новим унутрашњим уређењем Републичког геодетског завода формирано Одељење за катастар водова за подручје града Београда и 28 одсека за катастар водова у већим службама за катастар непокретности, чија је надлежност оснивање и одржавање катастра водова у свим градовима и општинама у Републици Србији.